# Аргот (скіф)
Аргот (грец. Άργοτας) — антропонім, відомий з напису на наразі втраченій каблучці Скіла. Скіфська належність антропоніму вже не викликає сумніву. Щодо власника імені висловлено наступні гіпотези:
- Аргот — династ та засновник нової династії скіфів, до якої належали Аріапейт та його сини, почав правити між 510—490 рр до н. е.;[2]
- Аргот — представник династії, родич Скіла.[3]

Гіпотетично, ніщо не заважає бачити у Арготі одного зі скіфських династів, але щодо іншої / нової династії — у Геродота жодним чином не сказано, що хтось з перелічених ним скіфських царів не належав до Паралата, чи що це були інші / нові скіфи-царські. Наразі можна констатувати наступне:
Аргот — представник скіфського правлячого дому,
- можливо один з династів, що правив у проміжку (орієнтовно) між 500—480 рр. до н. е.;
- можливо родич Скіла, наближений до нього та підтримувавший його під час заколоту Октамасада.

Етимологія етноніму:

- грец. Ἀργότας < д. ір. Arəg-aut- / vat- — укр. володіючий цінним знанням;[4]
- грец. Ἀργότας у порівнянні ос. Arğud — укр. благословенний.[5]

## Інші відомі на сьогодення згадки цього імені та історичні персони з даним ім'ям
Аргот Ідантід (грец. Ἀργότας) — представник правлячої династії скіфів на Боспорі 2-ї третини II ст. до н. е., відомий з двох епіграфічних пам'яток — поетичної епітафії з Неаполя Скіфського та посвяти з Пантикапею (CIRB 75 / КБН 75).